# Sylvia Grab
Sylvia Grab (シルビア・グラブ, Grab Sylvia, née le 17 juillet 1974 à Tokyo, Japon) est une chanteuse et actrice principalement active dans le domaine de la comédie musicale.

## Biographie

### Une formation internationale
Née d'un père suisse allemand et d'une mère japonaise, Sylvia Grab fait ses études dans un établissement pour filles, l'International School of the Sacred Heart.
Fascinée par Liza Minnelli, elle rêve d'une carrière à l'image de son idole et de s'illustrer dans Cabaret : elle définit les comédies musicales comme « un pays des merveilles où l'impossible peut se réaliser ».
Elle obtient par la suite son diplôme au département musical de l'Université de Boston en 1997.

### Des débuts de carrière prometteurs
En 1997, sitôt son diplôme en poche, Sylvia Grab commence sa carrière dans la pièce musicale Jerry's Girls.
En 2000, elle tient son premier rôle majeur, celui de Madame Wolf (la tenancière exubérante d'une maison close), dans la comédie musicale culte Elisabeth. Le casting de cette première mouture signée par la Tōhō est prestigieux : l'ancienne Takarasienne Maki Ichiro en Elisabeth, Yūichirō Yamaguchi pour Der Tod ou encore Masahiro Takashima alias Luigi Lucheni.
Entre 2005 à 2007, elle tient l'un de ses rôles les plus mémorables, celui de Fantine dans Les Misérables, un personnage qu'elle campe à nouveau en 2009.

### Une actrice multi-récompensée
Si elle est associée à des personnages d'héroïnes douces et avenantes telles que Annette (Saturday Night Fever), Cendrillon (Into the Woods) ou Fantine (Les Misérables), ce sont finalement les antagonistes qui la révèlent.
En 2008, son interprétation de la terrible Mrs Danvers dans Rebecca lui permet de remporter le 34e Kikuta Kazuo Theater Award.
En 2011, elle est à l'affiche de The People's Movie, une pièce de théâtre écrite et mise en scène par Kōki Mitani. Le trame se centre sur les rapports complexes entre le ministre de la propagande nazie Joseph Goebbels et les personnalités emblématiques du cinéma allemand. Aux côtés de Fumiyo Kohinata (Goebbels), Yō Yoshida (Magda Goebbels) ou encore Sayaka Akimoto (Elsa Veesenmayer), Sylvia Grab y joue la comédienne Zarah Leander, égérie des productions du Troisième Reich. Cette performance lui permet de décrocher le Yomiuri Theater Award de la meilleure actrice l'année suivante.
A l'automne 2013, elle joue un rôle particulièrement sensible et complexe, celui d'une mère de famille endeuillée, dépressive et atteinte de trouble bipolaire dans Next to Normal.
En 2019, elle apparaît grimée pour incarner la nourrice joviale, attendrissante et loufoque de Juliette (Wakana Aoi, Erika Ikuta, Haruka Kinoshita) dans Roméo et Juliette, version nippone de la comédie musicale de Gérard Presgurvic, adaptée par Shūichirō Koike.
Courant 2020, elle est à l'affiche de Marie Stuart, la pièce de Friedrich Schiller mise en scène par Shintarō Mori, où elle campe Elisabeth Ire. La distribution comporte également Kyōko Hasegawa (Marie Stuart) et Ryōsuke Miura (Sir Edward Mortimer).
En 2022, elle est lauréate du prix d'excellence lors des 43e Matsuo Entertainment Awards.

## Vie privée
A l'été 2005, Sylvia Grab épouse sa co-star d'Elisabeth, Masahiro Takashima. Ils célèbrent leur mariage le 30 juillet sur l'île de Maui, à Hawaï. Par cette union, elle est la belle-fille de Tadao Takashima, célèbre acteur et musicien de jazz.

## Performances scéniques partielles
- 1997 : Jerry's Girls
- 1997 : YOURS
- 1999 : Compagny
- 2000 - 2001 : Elisabeth : Madame Wolf
- 2000 / 2002 / 2013 : I GOT MERMAN : l'une des Sœurs Sorcières
- 2001 : Candide
- 2003 : Saturday Night Fever : Annette
- 2004 / 2006 : Into the Wood : Cendrillon
- 2005 - 2007 / 2009 : Les Misérables : Fantine
- 2005 : Aïda : Amneris
- 2006 : Jacques Brel Is Alive and Well and Living in Paris
- 2007 : BKLYN
- 2008 / 2010 : Rebecca : Mrs Danvers
- 2008 : Miss Saigon : Ellen
- 2009 : Le Bal des Vampires : Magda
- 2009 - 2010 : Nine : Carla
- 2011 : 3 Musketiers : la Reine Anne
- 2011 : The People's Movie : Zarah Leander
- 2013 : Next to Normal : Diana
- 2014 : Showgirls
- 2014 : On the Town : Brunhilde 'Hildy' Esterhazy
- 2015 : Titanic : Alice Bean
- 2016 / 2018 : Les Bébés de la consigne automatique : Niva
- 2017 / 2019 : Roméo et Juliette : la nourrice de Juliette
- 2017 : A Gentleman's Guide to Love and Murder : Sibella
- 2020 : Marie Stuart : Elisabeth Ire
- 2021 : Nigeru wa Haji da ga Yaku ni Tatsu (en) : Yuri Tsuchiya
- 2022 : Joseph and the Amazing Technicolor Dreamcoat : la narratrice
- 2024 : Come from Away : Bonnie / Beverly
- 2024 : 3 Musketiers : Milady